# Andrzej Niedzielski
Andrzej Tadeusz Niedzielski (ur. 21 grudnia 1961 w Gdyni) – polski astronom specjalizujący się w astrofizyce, odkrywca planet pozasłonecznych: HD 17092 b, HD 102272 b, HD 102272 c i BD +14°4559 b.

## Życiorys
W 1981 roku ukończył Technikum Mechaniczno-Elektryczne w Gdańsku i podjął studia astronomiczne na Uniwersytecie Mikołaja Kopernika w Toruniu. Ukończył je w 1986 roku. W latach 1988-1991 kontynuował naukę w studium doktoranckim. Stopień doktora nauk fizycznych w zakresie astronomii o specjalności astronomia uzyskał w 1992 roku na Wydziale Matematyki, Fizyki i Chemii UMK. Tematem jego pracy doktorskiej była Spektrofotometria wybranych gwiazd Wolfa-Rayeta, a promotorem Andrzej Woszczyk. Stopień doktora habilitowanego nauk fizycznych w zakresie astronomii uzyskał w 2005 roku, na Wydziale Fizyki, Astronomii i Informatyki Stosowanej UMK na podstawie rozprawy Wiatry gwiazd Wolfa-Rayeta.
Od 1992 roku pracuje na Uniwersytecie Mikołaja Kopernika, od 2010 roku na stanowisku profesora nadzwyczajnego. Kieruje Katedrą Astronomii i Astrofizyki.

## Odznaczenia
- Złoty Medal „Zasłużony dla Nauki Polskiej Sapientia et Veritas” (2023)[3]